# Żędowice
Żędowice (niem. Sandowitz, śl. Żandowice) – wieś w Polsce położona w województwie opolskim, w powiecie strzeleckim, w gminie Zawadzkie.
W latach 1975–1998 miejscowość administracyjnie należała do ówczesnego województwa opolskiego.
Wieś zamieszkuje ok. 2000 mieszkańców. We wsi Żędowice znajdują się 2 kościoły.
Dziś osada chłopo-robotnicza licząca 2619 mieszkańców. W I poł. XIX w. główny ośrodek przemysłu hutniczego w powiecie strzeleckim. W roku 1885 liczyła nawet 3468 mieszkańców i była niewiele mniejsza od Strzelec Opolskich. Tutejsza huta działała od 1752 r. do 1906r. Pierwsza wzmianka pisana o kuźnicy żędowickiej pochodzi z 1524 r. a o wsi z 1300 r. Na terenie wsi znajdują się 2 młyny. Jeden z nich jest nadal czynny - Młyn Thiell przy ulicy Stawowej. Ponadto działa tartak przy ulicy Opolskiej i kilka prywatnych przedsiębiorstw, z których najprężniej rozwija się firma przewozowa Orland (ul. Młyńska). W Żędowicach znajduje się również elektrownia słoneczna o mocy ok. 700 kW.

## Zabytki
Do wojewódzkiego rejestru zabytków wpisana jest:
- zbiorowa mogiła powstańców śląskich, na cmentarzu rzym.-kat., z 1921 r.

Inne zabytki:
- tzw. dzwonek przy ulicy Strzeleckiej, pochodzący z ok. 1880 r.
- budynek administracji huty żędowickiej z drugiej poł. XIX w., znajduje się przy rogu ul. Wojska Polskiego i Stawowej
- młyn Thiell wspomniany jako Ziętek już w XVIII w., ale z pewnością jeszcze starszy przy ulicy Stawowej
- budynek szkoły przy ul. Strzeleckiej z roku 1890
- zabudowania tzw. dworu przy ul. Strzeleckiej z początków XIX w.

## Objawienie Matki Bożej
Ważnym wydarzeniem religijnym w Żędowicach było doniesienie o objawieniu się tutaj wizerunku Matki Bożej w poniedziałek, 25 lipca 1904 roku. Zostało to uwiecznione w kronice parafialnej oraz w innych zapiskach, pochodzących od osób prywatnych, które miały być naocznymi świadkami tego zdarzenia. Według opisu kroniki parafialnej, olśniony blaskiem obraz przedstawiał Matkę Boską z Dzieciątkiem siedzącym na jej lewej ręce. Jej wizerunek miał być wyraźnie widoczny na dwóch szybach okiennych starej szkoły podstawowej. Dla upamiętnienia tego wydarzenia zakupiono podczas pielgrzymki do Częstochowy, w czerwcu 1907 roku, kopię obrazu z wizerunkiem Matki Boskiej Częstochowskiej.